# Leszek Klima
Leszek Klima, bis zu seiner Hochzeit Leszek Hołownia, (* 18. März 1957 in Bydgoszcz) ist ein deutscher Stabhochsprungtrainer. Für sein Geburtsland Polen war er selbst als Stabhochspringer erfolgreich.

## Leben
Klima begann als Turner, ehe er mit 14 Jahren zum Stabhochsprung kam. Seine größten Erfolge waren ein neunter Platz bei den Junioreneuropameisterschaften 1975 in Athen sowie im Erwachsenenbereich Platz vier bei den Halleneuropameisterschaften 1977 in San Sebastian und Platz neun bei den Halleneuropameisterschaften 1979 in Wien. Seine persönliche Bestleistung lag bei 5,40 Meter.
1981 ging Klima nach Deutschland und schloss sich Bayer Leverkusen an. Bereits im Jahr darauf musste er aber wegen Achillessehnenbeschwerden den Leistungssport aufgeben. Er arbeitete nun als Chemielaborant bei Bayer und trainierte auf Honorarbasis die Leverkusener Stabhochspringer. 1995 wurde der Diplom-Sportlehrer Bundestrainer und im Frühjahr 1996 festangestellter Trainer bei Bayer Leverkusen, nachdem bei der Deutschen Hallenmeisterschaft Leverkusener Stabhochspringer acht der zehn ersten Plätze belegt hatten. 
Leszek Klima betreute viele deutsche Spitzenathleten, darunter Lars Börgeling, Danny Ecker, Tim Lobinger, Malte Mohr, Tobias Scherbarth, Richard Spiegelburg, Silke Spiegelburg und Floé Kühnert.